# Laurence Bidaud
Laurence Bidaud, född den 22 mars 1968 i Lausanne, Schweiz, är en schweizisk curlingspelare.
Hon tog OS-silver i damernas curlingturnering i samband med de olympiska curlingtävlingarna 2002 i Salt Lake City.